# Thylactus chinensis
Thylactus chinensis är en skalbaggsart som beskrevs av Kriesche 1924. Thylactus chinensis ingår i släktet Thylactus och familjen långhorningar. Inga underarter finns listade i Catalogue of Life.